# 第三种爱情
第三种爱情（英語：The Third Way of Love）是李宰汉导演，刘亦菲和宋承憲主演的2015年中国爱情片。这部影片于2015年9月25日上映。影片改编自中国作家自由行走andrea的同名小说，讲述了高冷律师邹雨与“霸道总裁”林启正之间坎坷有趣的爱情故事、姐妹等四人之间的爱恨纠葛。 

## 剧情简介
一个精明能干的女律师邹雨和致林集团二公子林启正因一场庭审而不打不相识，在林启正猛烈的攻势下邹雨走出了情伤并与之相爱，可殊不知对方因商业联姻已有门当户对的未婚妻江心瑶，而自己的妹妹邹月也对林启正情根深种，甚至为得到他的爱而不惜自杀。身陷情感漩涡的他们，在特殊的第三种爱情面前该何去何从呢。

## 演员表
| 演員   | 角色   | 简介                             |
| 刘亦菲 | 鄒雨   | 律师，离过婚，爱着启正。         |
| 宋承憲 | 林启正 | 豪门贵公子，有未婚妻，爱着鄒雨。 |
| 孟佳   | 鄒月   | 鄒雨妹妹，喜欢启正。             |
| 江语晨 | 江心瑶 | 千金大小姐，启正未婚妻。         |
| 欧汉声 | 高展旗 | 鄒雨同事。                       |

## 歌曲
| 曲別       | 歌名       | 主唱   | 作詞         | 作曲   |
| 主题曲     | Angel Eyes | 姜美珍 |              |        |
| 中文宣傳曲 | 原來你都在 | 丁噹   | 陳沒、葛大為 | 黃建為 |